# Szastowo (rejon wielkoustiuski)
Szastowo (ros. Шастово) – wieś w Rosji, w rejonie wielikoustidzkim obwodu wołogodzkiego. W 2010 r. liczyła 2 mieszkańców.